# Conspiradores de Querétaro
Los Conspiradores de Querétaro es un equipo de béisbol profesional de la Liga Mexicana de Béisbol con sede en Huimilpan, en la Zona Metropolitana de Querétaro. Su estadio local es el Estadio Conspiradores, con capacidad para 6.000 personas. El equipo debutó en la temporada 2024 de la Liga Mexicana.

## Historia
Los Conspiradores de Querétaro fueron constituidos el 8 de noviembre de 2022 y presentados oficialmente ese mismo día en la ciudad de Santiago de Querétaro. A pesar de albergar históricamente varios deportes profesionales como el club de fútbol Querétaro F. C., el equipo de baloncesto Libertadores de Querétaro y el equipo de fútbol americano Gallos Negros de Querétaro, Querétaro nunca ha tenido un equipo de béisbol profesional.
El morado, el blanco y el negro se presentaron como los colores del club y se anunció que el equipo comenzaría a jugar en 2024 y que se construiría un estadio específico de béisbol para albergar a los Conspiradores.
En noviembre de 2023, la Liga Mexicana realizó un draft de expansión, donde los Conspiradores y los Dorados de Chihuahua, los dos equipos de expansión para la temporada 2024, eligieron a 18 jugadores de las otras franquicias de la Liga Mexicana. Conspiradores seleccionó a Matt Clark, Iván Salas y Casey Coleman, entre otros.
Obtuvo su primer triunfo el 14 de abril de 2024 en visita a los Tigres de Quintana Roo. 6-1.

## Estadio
Inicialmente se anunció que el nuevo estadio se construiría en el municipio de El Marqués, cerca del Aeropuerto Internacional de Querétaro. Sin embargo, en abril de 2023 se iniciaron las obras en el municipio de Huimilpan para el Estadio Conspiradores. El estadio tendrá una capacidad de 6.000 espectadores sentados y 96 palcos y se espera que esté terminado antes del inicio de la temporada 2024 en marzo de 2024.